# Cyclisme aux Jeux européens de 2023
Navigation
Édition précédente Édition suivante
Le cyclisme aux Jeux européens de 2023 est représenté du 21 au 25 juin 2023 par deux disciplines : le VTT et le BMX freestyle Park. Ces Jeux européens font également office de championnat d'Europe de VTT et de championnat d'Europe de BMX freestyle Park pour la catégorie des élites. Les autres championnats d'Europe de VTT sont maintenus à des dates et dans des lieux différents.
C'est la première apparition du BMX freestyle Park aux Jeux européens et cette compétition se déroule au parc BMX de Krzeszowice les 21 et 22 juin 2023. Les épreuves de VTT se déroulent sur le circuit Hill Park de Krynica-Zdrój le 25 juin 2023.
Il n'y a pas de quota de qualification direct en jeu pour les Jeux olympiques d'été de 2024, mais les épreuves de VTT attribuent des points pour le classement olympique.

## Médaillés

### VTT
| Épreuve              | Or            | Argent             | Bronze       |
| -------------------- | ------------- | ------------------ | ------------ |
| Cross-country hommes | Vlad Dascalu  | Lars Forster       | Luca Braidot |
| Cross-country femmes | Puck Pieterse | Mona Mitterwallner | Sina Frei    |

### BMX freestyle Park
| Épreuve | Or               | Argent           | Bronze        |
| ------- | ---------------- | ---------------- | ------------- |
| Hommes  | Kieran Reilly    | Anthony Jeanjean | Declan Brooks |
| Femmes  | Iveta Miculyčová | Kim Lea Müller   | Laury Perez   |

## Tableau des médailles
| Rang  | Nation          | Or | Argent | Bronze | Total |
| ----- | --------------- | -- | ------ | ------ | ----- |
| 1     | Grande-Bretagne | 1  | 0      | 1      | 2     |
| 2     | Pays-Bas        | 1  | 0      | 0      | 1     |
| 2     | Roumanie        | 1  | 0      | 0      | 1     |
| 2     | Tchéquie        | 1  | 0      | 0      | 1     |
| 5     | France          | 0  | 1      | 1      | 2     |
| 5     | Suisse          | 0  | 1      | 1      | 2     |
| 7     | Allemagne       | 0  | 1      | 0      | 1     |
| 7     | Autriche        | 0  | 1      | 0      | 1     |
| 9     | Italie          | 0  | 0      | 1      | 1     |
| Total | Total           | 4  | 4      | 4      | 12    |